# Microsema
Microsema is een geslacht van vlinders van de familie spanners (Geometridae), uit de onderfamilie Ennominae.

## Soorten
- M. asteria Druce, 1892
- M. attenuata Dognin, 1902
- M. carolinata Oberthür, 1912
- M. croceata Stoll, 1781
- M. flexilinea Warren, 1907
- M. gladiaria Guenée, 1858
- M. icaunaria Walker, 1860
- M. immaculata Warren, 1897
- M. maldama Schaus, 1901
- M. numicusaria Walker, 1862
- M. plagiata Butler, 1882
- M. punctinotata Prout, 1910
- M. quadripunctaria Hübner, 1823
- M. rubedinaria (Mabille, 1890)
- M. subcarnea Warren, 1895
- M. subobscurata Walker, 1862
- M. vulgaris Butler, 1881